# Pachnoda bourgeoni
Pachnoda bourgeoni är en skalbaggsart som beskrevs av Moser 1924. Pachnoda bourgeoni ingår i släktet Pachnoda och familjen Cetoniidae. Inga underarter finns listade i Catalogue of Life.